# Nyctophilus howensis
Nyctophilus howensis — вид ссавців родини лиликових. Можливо, кажан випадково спостерігався під час польоту у XX столітті, але, ймовірно, він зник після відкриття та окупації острова людьми.

## Опис
Довжина передпліччя, ймовірно, становила 50 мм, а вага — 20 г.

## Проживання, поведінка
Країни поширення: Австралія. Цей вид є ендеміком острова Лорд-Гав, Новий Південний Уельс, Австралія. Відомий тільки з неповного черепа. 

## Загрози та охорона
Цілком можливо, що цей вид потерпів від введення сов і пацюків.